# Red de Instituciones Fiscales Independientes de la Unión Europea
La Red de Instituciones Fiscales Independientes de la Unión Europea (UE IFIs) es una institución voluntaria e inclusiva, abierta a todos los órganos de supervisión fiscal independientes que operan en la UE. Se estableció formalmente el 11 de septiembre de 2015, en la tercera reunión informal de IFI de la UE celebrada en Bratislava (Eslovaquia).
Desde su creación, la Red ha tenido dos presidentes. El primero fue José Luis Escrivá, presidente de la AIReF. Su segundo mandato finalizó en 2019, siendo nombrado en su lugar Seamus Coffey, presidente del Consejo Asesor Fiscal de Irlanda.

## Presidentes
- José Luis Escrivá (2015–2019)
- Seamus Coffey (2019–2020)
- Sander van Veldhuizen (2020–2021)
- Richard van Zwol (2021–)[5]

## Organismos participantes
| País            | Institución                                                     | Acrónimo       | Ejecutivo                | Sitio web |
| Austria         | Fiskalrat                                                       | FISK           | Bernhard Felderer        | https://web.archive.org/web/20171201082030/https://www.fiskalrat.at/en/                                                                                            |
| Bulgaria        | Consejo Fiscal de Bulgaria                                      | FC             | Boris Grozdanov          | http://fiscalcouncil.bg |
| Chipre          | Consejo Fiscal de Chipre                                        | CFC            | Demetris Georgiades      | http://www.fiscalcouncil.gov.cy/fiscalcouncil/fiscalcouncil.nsf/index_en/index_en?OpenDocument Archivado el 1 de diciembre de 2017 en Wayback Machine.             |
| República Checa | Consejo Fiscal de la República Checa ((Národní rozpočtová rada) | NRR            | Eva Zamrazilová          | https://unrr.cz/ |
| Dinamarca       | Consejo Económico de Dinamarca                                  | DEC            | John Smidt               | http://www.dors.dk/english |
| Estonia         | Consejo Fiscal de Estonia                                       | EFC            | Raúl Eamets              | http://eelarvenoukogu.ee/en |
| Finlandia       | Oficina Nacional de Auditoría                                   | NAO            | Heidi Silvennoinen       | https://www.vtv.fi/en |
| Francia         | Consejo Superior de la Hacienda Pública                         | HCPF           | François Monier          | http://www.hcfp.fr/ |
| Alemania        | Junta Consultiva del Consejo de Estabilidad de Alemania         | IAB            | Eckhard Janeba           | https://web.archive.org/web/20170914035941/http://www.stabilitaetsrat.de/EN/Beirat/Beirat_node.html                                                                |
| Grecia          | Consejo Fiscal                                                  | FC             | Árpád Kovács             | |
| Grecia          | Oficina Presupuestaria del Parlamento                           | PBO            | Panagiotis Liargovas     | http://www.pbo.gr/Default.aspx?alias=www.pbo.gr/pbo/en y |
| Hungría         | Consejo Fiscal de Hungría                                       | FC             | Árpád Kovács             | http://www.parlament.hu/web/koltsegvetesi-tanacs/in-english |
| Irlanda         | Consejo Asesor Fiscal de Irlanda                                | La IFAC        | Seamus Coffey            | http://www.fiscalcouncil.ie/ |
| Italia          | Oficina Presupuestaria del Parlamento                           | PBO            | Giuseppe Pisauro         | http://www.upbilancio.it/ |
| Letonia         | Consejo de Disciplina Fiscal                                    | FDP            | Janis Platais            | http://fiscalcouncil.lv/council |
| Lituania        | Oficina Nacional de Auditoría                                   | NAO            | Arūnas Dulkys            | http://www.vkontrole.lt/bp/defaultEN.aspx Archivado el 1 de diciembre de 2017 en Wayback Machine.                                                                  |
| Luxemburgo      | Conseil National des Finances Publiques                         | CNFP           | Romain Bausch            | http://www.cnfp.lu/en/index.html |
| Malta           | Consejo Asesor Fiscal de Malta                                  | MFAC           | Rene Saliba              | https://mfac.gov.mt/en/Home/Pages/About-Us.aspx Archivado el 14 de marzo de 2017 en Wayback Machine.                                                               |
| Países Bajos    | Centraal Planbureau                                             | CPB            | Laura van Geest          | http://www.cpb.nl/en |
| Países Bajos    | Consejo de Estado Holandés - Raad van State                     | Raad van State | Piet Hein Donner         | https://www.raadvanstate.nl/the-council-of-state.html Archivado el 20 de enero de 2017 en Wayback Machine.                                                         |
| Polonia         | Ningún consejo fiscal establecido                               | FC             |                          | |
| Portugal        | Consejo de Finanzas Públicas de Portugal                        | PPC            | Teodora Cardoso          | http://www.cfp.pt/?lang=en |
| Rumanía         | Consejo Fiscal de Rumanía                                       | FC             | Ionut Dumitru            | http://www.fiscalcouncil.ro/ |
| Eslovaquia      | Consejo de Presupuesto y Responsabilidad                        | CBR            | Ivan Šramko              | http://www.rozpoctovarada.sk/eng/home |
| España          | Autoridad Independiente de Responsabilidad Fiscal               | AIReF          | Cristina Herrero Sánchez | http://www.airef.es/?locale=en |
| Suecia          | Consejo de Política Fiscal de Suecia                            | SFPC           | Harry Flam               | http://www.finanspolitiskaradet.com/english/swedishfiscalpolicycouncil.4.6f04e222115f0dd09ea80001437.html Archivado el 19 de diciembre de 2017 en Wayback Machine. |
| Reino Unido     | Oficina de Presupuesto y Responsabilidad                        | OBR            | Robert Chote             | http://budgetresponsibility.org.uk/ |